# Gentbrugge
Gentbrugge est une section de la ville belge de Gand située en Région flamande dans la province de Flandre-Orientale.